# Дожоогийн Цэдэв
Дожоогийн Цэдэв (1940 — 6 января 2023) — монгольский писатель, литературовед, переводчик, государственный и общественный деятель. Председатель Союза писателей Монголии (1977—1990), депутат Великого народного Хурала.

## Биография
Родился в 1940 (по другим данным — в 1939) году в сомоне Баян-овоо Баянхонгорского аймака МНР.
Окончил Улан-Баторское педагогическое училище (1958), Монгольский государственный университет (1963, филологический факультет) и аспирантуру при Институте языка литературы AH МНР. В 1971 году защитил диссертацию кандидата филологических наук. Позже защитил докторскую диссертацию по текстологии и был утверждён в звании профессора.
С 1963 по 1966 год — секретарь Совета аспирантов при аппарате президента Монгольской академии наук, с 1967 по 1971 год — научный сотрудник Института языкознания Монгольской академии наук.
С 1971 года учёный секретарь, с 1974 года — секретарь парткома культурно-художественных организаций Улан-Батора. В1977-1990 гг. председатель Союза писателей Монголии.
С 1990 г. научный сотрудник Института культуры и искусств Министерства культуры МНР.
Первое художественное произведение опубликовал в 1957 году. Автор сборников «Сын Ундрал» («Удрал хүү», 1960), «Вкус кумыса» («Айргийн амт», 1970), «Добрый человек на земле» («Орчлонгийн сайхан хүн», 1970), «Думы» («Бодол», 1979), «Степные дорожки» («Талын харгуй», 1989), «Чистая душа» («Сэвтээ нь үгүй сэтгэл», 1992) и многих других.
Автор текстов более чем 100 популярных песен и 30 романсов. Среди них «Золотая осень» («Алтан намар»), «Чистая душа» («Сэвтээ нь үгүй сэтгэл»), «Моя радость» («Насны баясгалан»), «Песня для народа» («Түмэндээ өргөх дуу»).
Автор статей по истории и теории монгольской литературы: «Проблемы традиций и новаторства в литературе» («Уран зохиолын уламжлал, шинэчлэлийн зарим асуудал», 1968), «Традиции и новаторство монгольской поэзии» («Монголын яруу найргийн уламжлал, шинэчлэл», 1973), «Мастерство писателя» («Зохиолчийн урлах эрдэм», 1978), «Символика „Сокровенного сказания монголов“ („Монголын Нууц товчоо“ — ны бэлэгдэл зүй», 2002), «Культурное наследие монгольской литературы» («Монголын утга зохиолын соёлын өв», 2016) и многих других.
Избирался депутатом Великого Народного Хурала, заместителем председателя монгольского Комитета защиты мира.
Заслуженный деятель искусств Монголии. Лауреат многих литературных премий.
Дожоогийн Цэдэв скончался 6 января 2023 года

## Публикации на русском языке
- От сердца к сердцу: Стихи / Дожоогийн Цэдэв; [Худож. А. Байсеркеев]. — Алма-Ата : Жазушы, 1984. — 86 с. : ил.; 12 см.
- Избранное: Стихи. Повести. Рассказы: Пер. с монг. / Дожоогийн Цэдэв; [Вступ. ст. Р. Казаковой]. — Москва : Худож. лит., 1988. — 350,[1] с.; 22 см; ISBN 5-280-00378-6
- Каменные волны: Стихи / Дожоогийн Цэдэв; Перевод с монг. А. Маркова. — Москва : Правда, 1985. — 32 с.; 17 см. — (ISSN 0132-2095).
- Боевое содружество: О сов.-монг. боевом содружестве / [А. И. Бабин, Д. Цэдэв, А. В. Антосяк и др.]; Под ред. П. А. Жилина, Ж. Балжинняма. — Москва: Воениздат, 1983. — 334 с. : ил. 8 л. ил.; 22 см.
- Ветер Гоби: [ Стихи) Дожоогийн Цэдэв ; Пер . [ c монг . Ю.Друниной ] // Лит . Россия . 1987. — 23 окт . (No 43) . — С.23 .
- Восхищение : [ Стихи ] / Пер . с монгол . Л. Беринский.- Звезда Востока , 1978 , No 10 , с . 11